# Wolica (powiat kielecki)
Wolica – wieś w Polsce położona w województwie świętokrzyskim, w powiecie kieleckim, w gminie Chęciny.
W latach 1975–1998 miejscowość należała administracyjnie do województwa kieleckiego.
W 1783 r. wieś należąca wówczas do powiatu chęcińskiego w województwie sandomierskim była własnością synów Jerzego Oraczewskiego, skarbnika chęcińskiego.
Znajduje się tu stacja kolejowa na linii kolejowej nr 8 (Warszawa Zachodnia – Kraków Główny).

## Integralne części wsi
| SIMC    | Nazwa        | Rodzaj    |
| ------- | ------------ | --------- |
| 0234583 | Księska Góra | część wsi |
| 0234608 | Zakoleje     | część wsi |

## Zabytki
- Zespół dworca kolejowego z lat 1883–1885 (budynek stacji oraz dom przy ul. Szkolnej 31) został wpisany do rejestru zabytków nieruchomych (nr rej.: A.270/1-2 z 10.12.1998)[7].